# Салат із яловичих губ

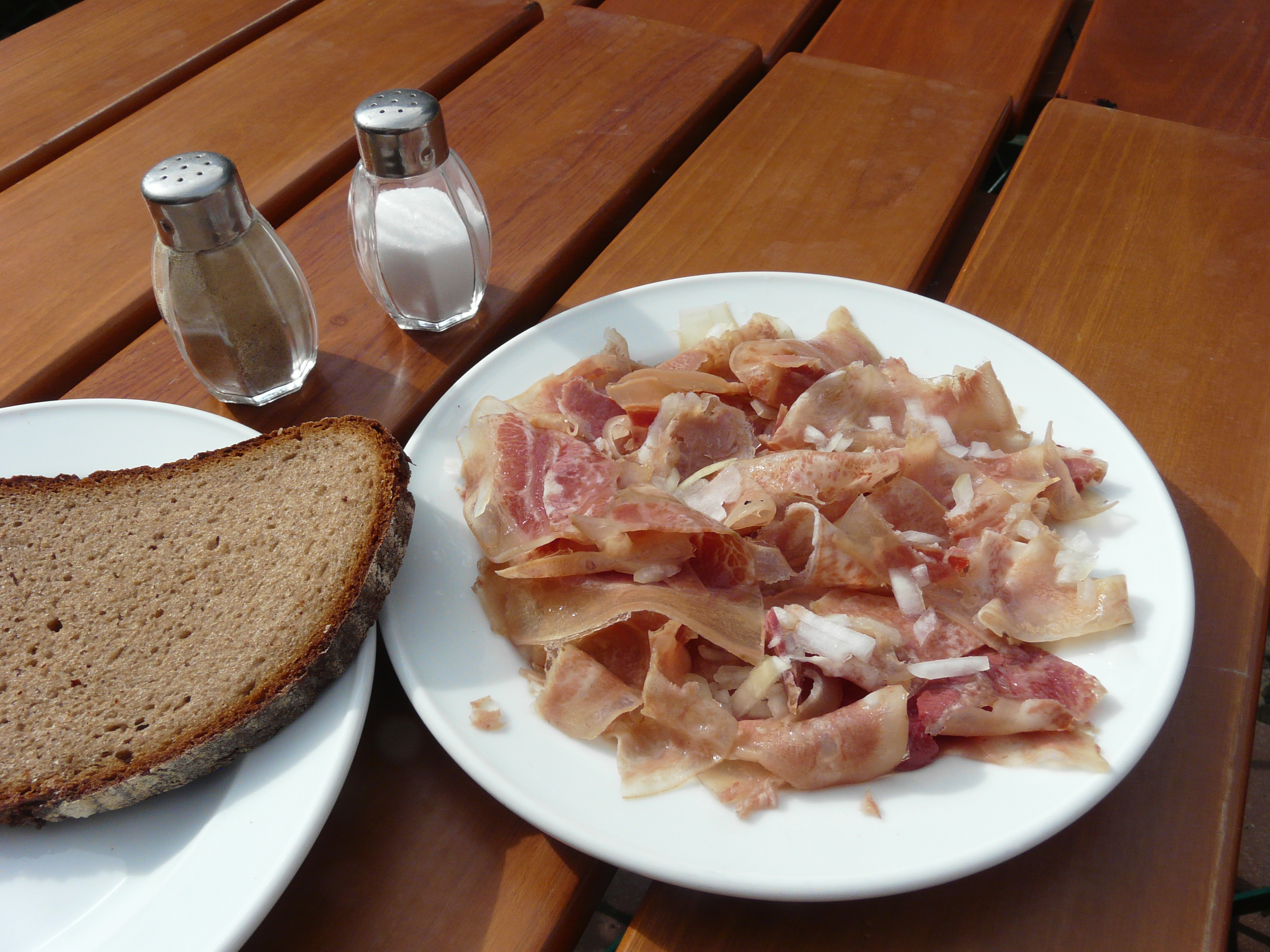
Салат із яловичих губ

Салат з яловичих губ (оксенмаульсалат, нім. Ochsenmaulsalat) — м'ясний салат з яловичих губ під простою вінегретною заправкою. 
Яловичі губи — субпродукт, багатий сполучною тканиною, шкіра навколо рота, промита, ошпарена і очищена від волосся. 

## Поширення
Салат набув поширення в Південній Німеччині та Австрії, його зазвичай подають із хлібом або смаженою картоплею. Вважається типовою стравою в Нюрнберзі, де з ХІХ сторіччя користувався популярністю серед бідняків. На той час у місті працювало 12 підприємств із виробництва салату з яловичих губ. У 21 сторіччі салат з яловичих губ рідко є в меню нюрнберзьких підприємств громадського харчування, але відварені і нарізані тонкою смужкою губи яловичі є у продажу в багатьох м'ясних крамницях на півдні Німеччини.

## Приготування
Спочатку оброблені нітритною сіллю яловичі губи бланшують, варять з додаванням коренів до м'якості протягом 3-4 годин, запресовують в прямокутні форми і охолоджують. Для приготування салату охолоджені губи ріжуть вузькими смужками і заправляють маринадом з рослинної олії, оцту та прянощів, іноді з додаванням рубаної цибулі, маринованих огірків і зелені. Салат повинен настоятися не менше доби у прохолодному місці.